# Deliriosa chiragrica
Deliriosa chiragrica es una especie de araña araneomorfa de la familia Lycosidae. Es el único miembro del género monotípico Deliriosa. Es originaria de Crimea.